# ورسونکس، ان
ورسونکس، ان (به فرانسوی: Versonnex) یک کمون در فرانسه است که در Canton of Ferney-Voltaire واقع شده‌است.

## خصوصیات
ورسونکس ۵٫۸۹ کیلومترمربع مساحت و ۲٬۰۶۸ نفر جمعیت دارد و ۴۶۵ متر بالاتر از سطح دریا واقع شده‌است.